# Yasuyuki Moriyama
Yasuyuki Moriyama (Gifu, Prefectura de Gifu, Japó, 1 de maig de 1969) és un exfutbolista japonès.

## Selecció japonesa
Yasuyuki Moriyama va disputar 1 partits amb la selecció japonesa.